# Guerra bizantina-genovesa (1348-1349)
La guerra bizantina-genovesa de 1348-1349 fue un conflicto que se libró por el control de los impuestos que pagaban los buques que cruzaban el Bósforo. El Imperio romano oriental intentó eliminar la dependencia de los mercaderes genoveses de Gálata en cuanto al suministro de alimentos a Constantinopla y al comercio marítimo en general, y también reconstruir su propia Armada. Los genoveses lograron capturar los navíos que construyeron y las hostilidades se zanjaron mediante un acuerdo de paz.

## Antecedentes
Los genoveses dominaban la colonia de Gálata, en el extremo norte del Cuerno de Oro, frente a la ciudad de Constantinopla desde 1261; la habían obtenido como parte del Tratado de Ninfeo, un acuerdo comercial firmado con los bizantinos. El estado ruinoso del Imperio después de la guerra civil de 1341-1347 se reflejaba claramente en el control de los derechos de aduana que se cobraban por atravesar el estratégico estrecho del Bósforo. A pesar de que Constantinopla era la capital del Imperio, su centro cultural y militar a las orillas del Bósforo, solamente el 13% de los aranceles de los navíos que pasaban por el estrecho acababan en el tesoro imperial. El 87% restante lo cobraban los genoveses en su colonia de Gálata. Génova recaudaba doscientos mil hyperpyrones de ingresos anuales de Gálata, mientras que Constantinopla apenas obtenía treinta mil. La armada bizantina, que había sido una fuerza notable en el Egeo en tiempos de Andrónico III Paleólogo, había quedado completamente destruida durante la guerra civil. Tracia, la principal posesión imperial y única región imponible del Imperio, todavía se estaba recuperando de la destrucción infligida por los mercenarios turcos durante la contienda civil. El comercio bizantino había quedado desbaratado y no había otras fuentes de ingresos para el Imperio que no fuesen las gabelas del Bósforo.

## El conflicto

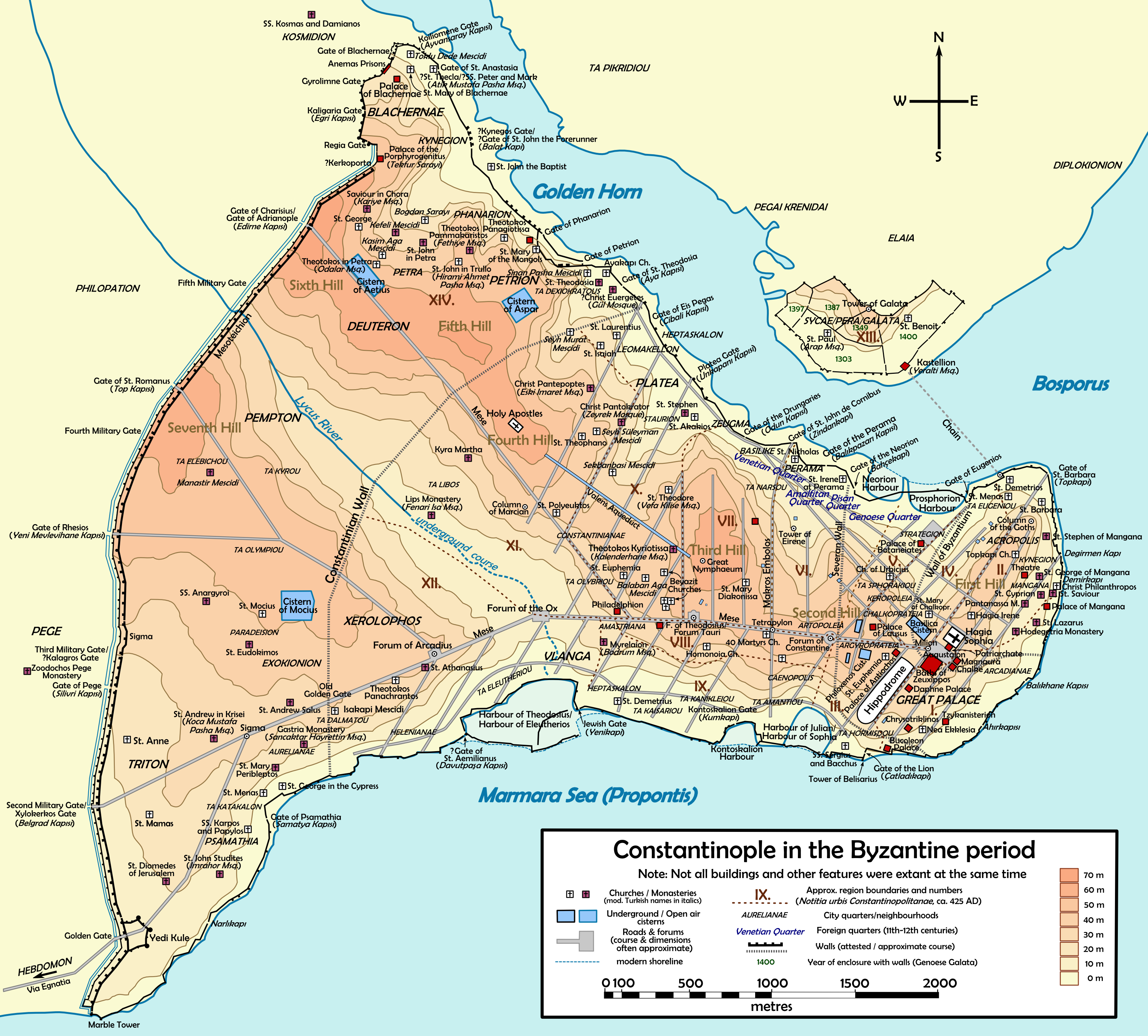
Mapa de Constantinopla, en el que aparece Gálata, al norte de la capital bizantina.

Con el fin de recuperar el control de los derechos de aduana, el emperador Juan VI Cantacuzeno decidió rebajar los derechos que cobraba Constantinopla para socavar la posición dominante de los genoveses en Gálata. A pesar de que el imperio aún estaba recuperándose de la guerra civil de 1341-1347, el emperador logró reunir con grandes dificultares cincuenta mil hyperpyrones gracias a aportaciones privadas —el tesoro estatal no contaba con fondos— para poner en marcha un programa de construcción naval para la guerra que se esperaba que estallase con Génova. Como esperaban los bizantinos, en cuanto redujeron los aranceles, los mercantes que atravesaban el estrecho dejaron de acudir a la Gálata genovesa y atracaban en el Cuerno de Oro, en Constantinopla.
Los genoveses, intensamente afectados por la medida, declararon la guerra al Imperio, y en agosto de 1348, una flotilla cruzó el Cuerno de Oro y atacó a la flota bizantina; a pesar de los preparativos, la nueva armada bizantina fue destruida a principios de 1349. Los bizantinos contraatacaron quemando muelles y almacenes a lo largo de la costa y lazando piedras y balas de paja en llamas al interior de Galata con catapultas; gran parte de la colonia genovesa quedó destruida por el fuego. Después de varias semanas de lucha, llegó una delegación de representantes plenipotenciarios genoveses y se negoció un acuerdo de paz. Los genoveses accedieron a pagar una indemnización de cien mil hyperpyrones y a evacuar las tierras cercanas a Gálata que ocupaban ilegalmente; además, se comprometieron a no atacar nunca más Constantinopla. Por su parte, los bizantinos no concedieron nada, pero no lograron desmantelar el sistema aduanero genovés en Gálata, que continuó en vigor.

## Consecuencias
La devastación de la guerra civil de 1341-1347 debilitó tanto al Imperio que agotó por completo sus reservas financieras. Su único recurso era tratar de recuperar el control de los aranceles de la ruta comercial que atravesaba el Bósforo. La guerra de 1348-1349 fue el último intento de los bizantinos en solitario. A partir de 1350, se aliaron a la República de Venecia, que también estaba en guerra con Génova. No obstante, como Gálata mantuvo su desafío financiero, los bizantinos se vieron obligados a resolver finalmente el conflicto mediante una paz con cesiones mutuas en mayo de 1352.
A partir de entonces, el Imperio careció prácticamente de ingresos, lo que contribuyó a su decadencia y desaparición en 1453.